# ناصر العمران (لاعب كرة قدم سعودي)
ناصر العمران، لاعب كرة قدم سعودي، يلعب في خط الوسط في نادي أبها.
لعب في نادي الشباب ونادي أبها.

## روابط خارجية
- ناصر العمران على موقع إي إس بي إن إف سي (الإنجليزية)
- ناصر العمران على موقع قاعدة بيانات كرة القدم.إي يو (الإنجليزية)
- ناصر العمران على موقع Soccerway.com (الإنجليزية)
- ناصر العمران على موقع عالم كرة القدم.نت (الإنجليزية)
- ناصر العمران على موقع كووورة
- ناصر العمران على موقع أوليمبيديا (الإنجليزية)